# Шаланда Янг
Шаланда Делорес Янг (англ. Shalanda Delores Young; нар. 29 серпня 1977) — американський політичний радник, нинішній директор Управління та бюджету, яка раніше виконувала обов'язки з 24 березня 2021 року по 17 березня 2022 року одночасно як заступник директора. Раніше вона працювала в Комітеті Палати представників Сполучених Штатів з питань асигнувань як його директор.

## Раннє життя та освіта
Янг народилася в Закарі, Луїзіана, і виросла в Клінтоні, Луїзіана. Після закінчення школи Scotlandville Magnet High School вона здобула ступінь бакалавра психології в Університеті Лойоли в Новому Орлеані та ступінь магістра управління охороною здоров'я в Університеті Тулейн.

## Кар'єра
Приблизно в 2001 році Янг переїхала до Вашингтона, округ Колумбія, де стала співробітником президентського менеджменту в Національному інституті здоров'я.
Протягом 14 років Янг працювала співробітником Комітету Палати представників США з асигнувань.